# Pierre Gagnaire
Pierre Gagnaire (* 9. April 1950 in Apinac) ist ein französischer Koch der Nouvelle Cuisine.

## Ausbildung
Gagnaire wurde als ältestes Kind eines Kochs geboren. Sein Vater Jean-Claude Gagnaire(1925–2008) betrieb das Café und Restaurant Le Clos Fleuri in der 76, avenue Albert-Raimond in Saint-Priest-en-Jarez (bei Saint-Étienne). Pierre arbeitete bei seinem Vater als Konditor und belegte 1964 einen Kurs in der Pâtisserie Nelson in Saint-Étienne. 1965 nahm er an einem Sommerpraktikum bei Paul Bocuse teil und begann anschließend eine zweijährige Ausbildung bei Raoul Desprez im Restaurant Chez Juliette in Lyon. Anschließend wurde er Küchenchef im Restaurant Tante Alice, ebenfalls in Lyon. Während seines Wehrdienstes 1970 arbeitete er als Cuisinier-Admiral (Chefkoch) in der Offizierskombüse auf dem ehemaligen französischen Zerstörer Surcouf (D621).

## St. Etienne
Nach einigen weiteren Stationen – wie chef de partie im Hotel Intercontinental (1973) und bei Alain Senderens im Lucas Carton, beide in Paris, sowie einer zweijährigen Reise mit seiner Frau Gabrielle quer durch Amerika – kehrte Gagnaire von 1976 bis 1980 in das Restaurant seines Vaters zurück. Obwohl es erhebliche Unstimmigkeiten mit ihm gab, entwickelte er dort mit einer von heimischen Produkten geprägten Küche seinen eigenen Stil.

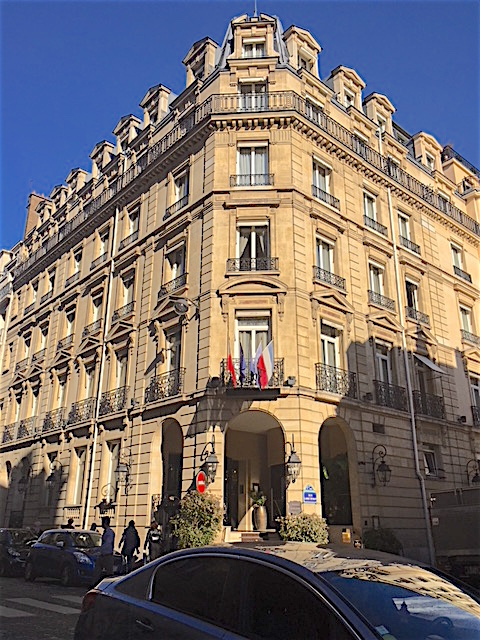
Hotel Balzac, Paris

Nachdem sich sein Vater 1981 zur Ruhe setzte, schloss er das Le Clos Fleury und eröffnete mit dem Pierre Gagnaire, in der 3 Rue Georges-Teyssier im Zentrum von Saint-Étienne zusammen mit seiner Frau Gabrielle das erste eigene Restaurant. Bereits 1982 hatte er einen Michelin-Stern erhalten und 18/20 Punkte im Restaurantführer Gault-Millau, 1986 folgte der zweite Michelin-Stern. 1993 zog er mit seinem Restaurant innerhalb von St. Etienne in das aufwendig und prachtvoll hergerichtete Herrenhaus Villa Hatier, ein Gebäude im Art-déco-Stil. Dort, in der Rue de la Richelandière, wurde Gagnaire, mit „seinen außergewöhnlichen Gerichten und seiner einzigartigen Küche“ 1994 mit dem dritten Michelin-Stern ausgezeichnet. Die finanzielle Last des Hauses und der 40-köpfigen Küchenbrigade wurde jedoch zu groß, Gagnaire ging im Januar 1996 mit seinem Restaurant in die Insolvenz. An drei Tagen wurde die gesamte Einrichtung einschließlich maßgefertigte Möbel, Gemälde, Leinentischdecken und der Weinkeller des Restaurants zwangsversteigert.

## Paris und die Welt
Nach der Schließung seines Restaurants in Saint-Étienne bekam Gagnaire bereits im November 1996 das Angebot, im 2-Sterne-Restaurant Hotel Balzac in der 6, rue Balzac in Paris als Chef zu arbeiten. Sein Restaurant wurde 1998 wieder mit einem dritten Stern ausgezeichnet. Der Standort Paris erwies sich für Gagnaire als voller Erfolg. Er knüpfte Verbindungen zu Japan und eröffnete 2002 in London zusammen mit Mourad Mazouz sein erstes Restaurant in Ausland. Das sketch im Mayfair befindet sich über zwei Stockwerke in einer Villa aus dem 18. Jahrhundert und ist im Speisesaal mit Bildern des britischen Malers David Shrigley dekoriert. Die Küche des sketch wurde zuletzt mit drei Michelin-Sternen ausgezeichnet.
2005 folgte eine zweite Pariser Niederlassung, das Gaya Rive Gauche in der Rue du Bac, etwas einfacher ausgestattet als das Balzac. In rascher Folge eröffnete Gagnaire zahlreiche weitere Restaurants, unter anderem 2005 in Tokio (Pierre in Tokio), 2006 in Hongkong (Pierre in Hongkong) und 2009 in Las Vegas. Zuletzt richtete er eine Dependance im Hotel Interconti in Dubai ein.
In den Jahren 2006 und 2008 wählte das Restaurant Magazine eines seiner Restaurants auf den dritten Platz der The World’s 50 Best Restaurants.
Im deutschsprachigen Raum war Gagnaire von 2013 bis 2017 im „Les Solistes“ des Hotels Waldorf Astoria in Berlin als Schirmherr vertreten. Das Restaurant wurde bis zu seiner Schließung stets mit einem Stern gelistet.
Als technischer Berater wurde er für den Spielfilm Geliebte Köchin (2023) herangezogen, in dem er auch eine kleine Schauspielrolle übernahm.
Er war bis 1988 mit Gabrielle Gagnaire verheiratet, der Ehe entstammen zwei Söhne.

## Filme
- Paul Lacoste: Pierre Gagnaire. 2008, TV5 Monde, 52 min., Digital Video[6]

## Kochbücher (Auswahl)
- Five season kitchen. Grub Street, 2016, ISBN 978-1-910690-31-4 (englisch)
- Transgressions. Argol, 2015, ISBN 979-10-94136-04-1 (englisch, französisch)
- La Cuisine immédiate. Robert Laffont, 1988, ISBN 2-221-05320-6 (französisch)